# Frank Sheed
Francis Joseph Sheed (* 20. März 1897 in Sydney, Australien; † 20. November 1981 in den USA) war im 20. Jahrhundert einer der bekanntesten katholischen Theologen im englischsprachigen Raum.

## Leben
Frank Sheed, ursprünglich Jurist, war ein Australier irischer Abstammung. Berühmt wurde er jedoch als Theologe, Bestsellerautor, Verleger, aufsehenerregender Redner im Londoner Hyde Park und Pionier des Laienapostolates. Im englischsprachigen Raum genießt Frank Sheed weiterhin hohe Popularität und seine Bücher gelten dort als Klassiker. Auf Deutsch ist bisher nur das Standardwerk Theologie für Anfänger erhältlich.

## Werkauswahl
- Theology and Sanity
- A Map of Life
- Theology for Beginners, dt. Theologie für Anfänger, Lepanto Verlag, Rückersdorf 2016, ISBN 978-3-942605-11-3.
- Knowing God
- To Know Christ Jesus
- Saints are not said
- Society and Sanity
- Nullity of Marriage
- What Difference Does Jesus Make
- Marriage and the Family
- The Catholic Evidence Guild, 1925
- The Church and I [autobiography], Garden City, NY: Doubleday, 1974.